# Gheorghe Catuincea
Gheorghe Catuincea (n. 1874, Pojoga, comitatul Hunedoara, Regatul Ungariei – d. 1949, Pojoga, RPR) a fost un deputat în Marea Adunare Națională de la Alba Iulia, organismul legislativ reprezentativ al „tuturor românilor din Transilvania, Banat și Țara Ungurească”, cel care a adoptat hotărârea privind Unirea Transilvaniei cu România, la 1 decembrie 1918.:p. 197

## Biografie
Născut în anul 1872 în satul Pojoga, urmează cursurile la școala primară din același sat, urmând ca mai târziu să fie ales primar al satului și epitrop al bisericii. Gheorghe Catuincea se stinge din viață în anul 1949.:p.197